# ベルリン (客船)
| 写真はベルリン。 |                                                        |
| 艦歴             |                                                        |
| 発注             | AGヴェーザー造船所                                     |
| 起工             |                                                        |
| 進水             | 1908年                                                 |
| 就役             | 1914年8月                                              |
| 抑留             | 1914年11月18日                                         |
| 除籍             | 1919年12月13日                                         |
| その後           | イギリス客船アラビックとなり、1931年解体               |
| 性能諸元         |                                                        |
| 排水量           | 常備：23,700 トン（17,324 GRTトン）                    |
| 全長             | 186.0 m                                                |
| 全幅             | 21.3 m                                                 |
| 吃水             | 8.6 m                                                  |
| 機関             | 石炭専焼水管缶7基+3段膨張式4気筒レシプロ機関2基2軸推進 |
| 最大 出力        | 14,000hp                                               |
| 航続 距離        | 10ノット/4,000海里                                     |
| 最大 速力        | 16.0ノット                                             |
| 乗員             | 430名                                                  |
| 兵装             | 10.5cm（40口径）単装速射砲2門 37mm機関砲6門 機雷200個  |
| 装甲             | なし                                                   |

ベルリンは北ドイツ・ロイド社の客船。本船は第一次世界大戦で通商破壊戦を行ったドイツ海軍の仮装巡洋艦の一つである。

## 艦歴
1908年にブレーメンのAGヴェーザー社で建造されジェノバ・ニューヨーク航路に就航していたが、第一次世界大戦時の1914年8月にドイツ海軍に接収されて仮装巡洋艦となった。改装はヴィルヘルムスハーフェン海軍工廠で行われ、甲板上に10.5cm SKL/40速射砲を単装砲架で2門と37mm機関砲6門を搭載したほか、機雷200個の搭載能力を持たされた。
1914年10月にHans Pfundheller大佐の指揮下で就役。最初の任務でアイルランド北西沖への機雷敷設に向かった。ベルリンは10月23日にトリー島沖に200個の機雷を敷設した。ちょうどこの頃イギリスのグランドフリートの司令部がUボートの脅威を感じており、当時は防御されていなかったスカパフローからスウィリー湾へ移っていた。10月27日、ベルリンが敷設した機雷原をグランドフリートが通過し、キング・ジョージ5世級戦艦オーディシャスが触雷して沈んだ。
機雷敷設後は通商破壊戦に移る予定であったが、嵐で損傷しこれを断念、ベルリンは燃料不足のためノルウェー中部のトロンハイムに入港した。24時間を超過しても出港できず11月18日にノルウェーに抑留された。

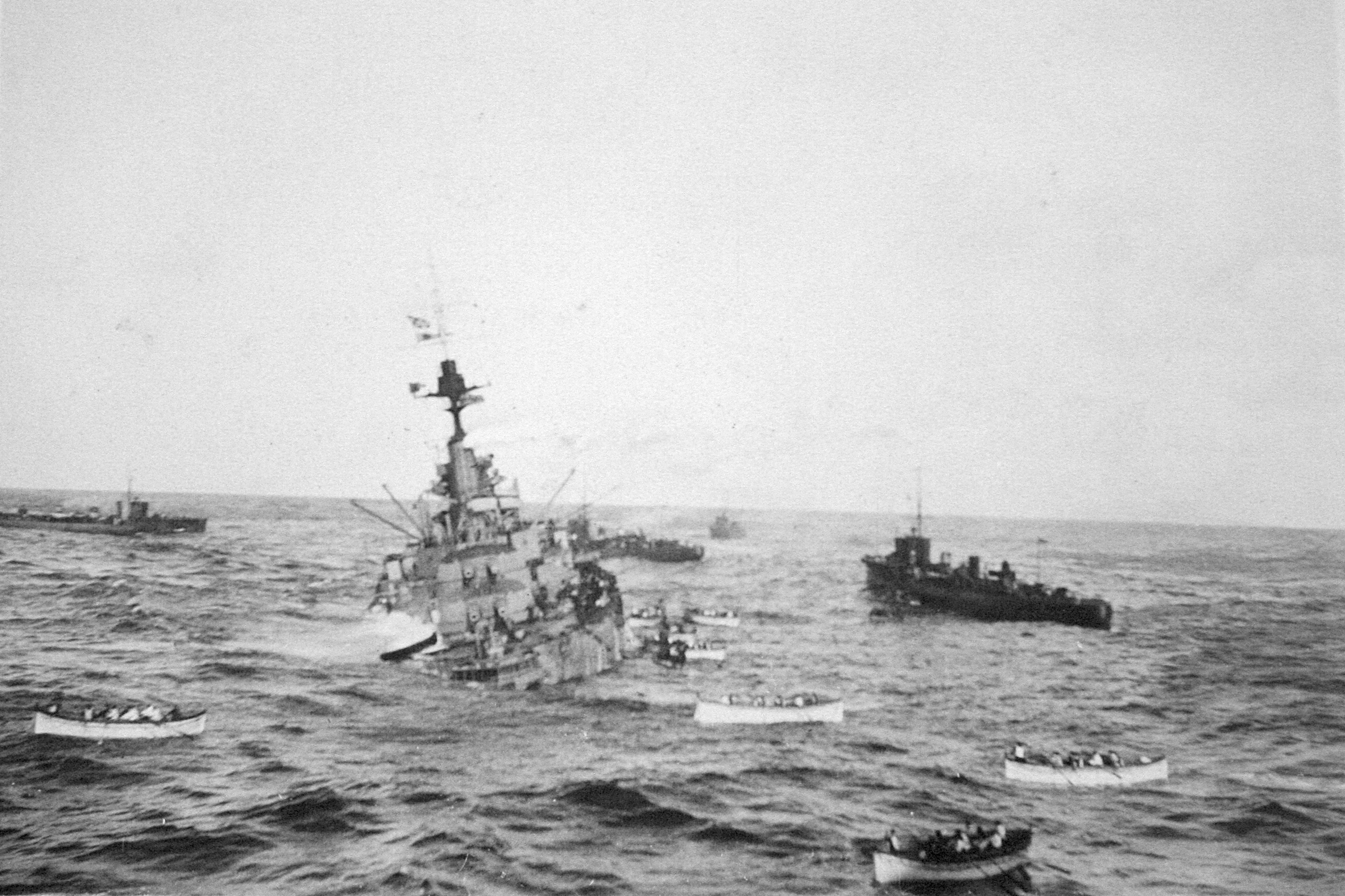
沈没するキング・ジョージ5世級「オーディシャス」。
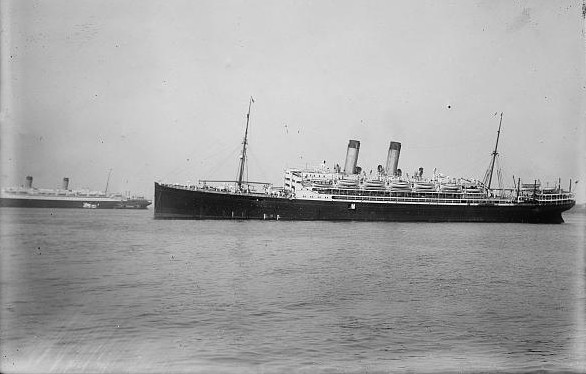
「アラビック」時代の本船

戦後、賠償としてイギリスに引き渡されてイギリス船アラビック (Arabic) となり、1931年に解体された。